# Knez (sångare)
Nenad Knežević (kyrilliskt: Ненад Кнежевић), född 5 december 1967 i Cetinje, är en montenegrinsk sångare. Han är också känd under artistnamnet Knez.
Knežević gjorde sin debut som artist 1992 då han framförde låten Da l' si ikada mene voljela på musikfestivalen Mesam i Belgrad. Två år senare släppte han sitt debutalbum, Kao magija. 2004 deltog han i Serbien och Montenegros första uttagning till Eurovision Song Contest; han framförde bidraget Navika och kom på 17:e plats med 7 poäng. 2008 deltog han i Montenegros uttagning och kom på 3:e plats.
Den 31 oktober 2014 blev det klart att Knežević skulle representera Montenegro i Eurovision Song Contest 2015.

## Diskografi
- Kao magija (1994)
- Iz dana u dan (1996)
- Automatic (1997)
- Daleko, visoko (2001)
- Ti me znaš (2003)
- Vanilla (2005)
- Otrov i med (2008)

### Samlingsalbum
- The Best of Knez (1999)
- Balade (2006)
- Opa Cupa (2012)